# Asalayeng
Asalayeng (también Acalayong) es una ciudad en el sudoeste de Río Muni, la región continental de Guinea Ecuatorial. Esta localidad pertenece al distrito de Cogo, en la provincia del Litoral. Está en la frontera principal con Gabón, hay transbordadores para navegar a través del río Muni para llegar a Cocobeach. 
Puede ser una ciudad turística pero no existe mucha destinación de visitantes extranjeros o de otras partes del país, Acalayong, la ciudad más sureña ecuatoguineana neta ve muy pocos turistas.